# زنگ شبدر
زنگ شبدر (نام علمی: Uromyces trifolii-repentis var. fallens) نام یک جوره از راسته زنگار است.